# 長谷川成人
長谷川 成人（はせがわ まさと、1961年 - ）は、日本の神経科学者（神経病理生化学）。東京都医学総合研究所脳・神経科学研究分野分野長。博士（医学）（東京大学・1992年）。

## 経歴
1961年新潟県妙高市生まれ。1979年新潟県立高田北城高等学校卒業。1979年東京農工大学中退。1984年富山大学理学部生物学科卒業。1986年筑波大学大学院修士課程環境科学研究科修了。1993年東京大学医学部助手、1995年MRC分子生物学研究所Visiting Scientist等を経て、2001年に旧・東京都精神医学総合研究所分子神経生物部門長に就任。
「筋萎縮性側索硬化症 (ALS) および前頭側頭葉変性症 (FTLD) の病理学的特徴であるTDP-43の同定、および神経変性疾患の研究への貢献」により、2022年にクラリベイト引用栄誉賞受賞。